# Hàn Quốc tại Đại hội Thể thao châu Á 1986
Hàn Quốc (IOC tên là:Hàn Quốc) tham gia Đại hội Thể thao châu Á 1986 tổ chức ở Seoul, Hàn Quốc từ 20 tháng 9 năm 1986 đến 5 tháng 10 năm 1986.

## Tổng kết huy chương

### Bảng huy chương
| Môn thể thao    | Vàng | Bạc | Đồng | Tổng cộng |
| --------------- | ---- | --- | ---- | --------- |
| Bắn cung        | 9    | 9   | 7    | 25        |
| Điền kinh       | 7    | 5   | 13   | 25        |
| Cầu lông        | 3    | 2   | 5    | 10        |
| Bóng rổ         | 0    | 2   | 0    | 2         |
| Bowling         | 2    | 0   | 2    | 4         |
| Boxing          | 12   | 0   | 0    | 12        |
| Đua xe đạp      | 2    | 2   | 5    | 9         |
| Nhảy cầu ván    | 0    | 0   | 1    | 1         |
| Đua ngựa        | 3    | 1   | 2    | 6         |
| Đấu kiếm        | 4    | 3   | 2    | 9         |
| Đá banh         | 1    | 0   | 0    | 1         |
| Golf            | 1    | 1   | 0    | 2         |
| Thể dục dụng cụ | 3    | 4   | 6    | 13        |
| Bóng ném        | 1    | 0   | 0    | 1         |
| Hockey          | 2    | 0   | 0    | 2         |
| Judo            | 6    | 1   | 1    | 8         |
| Rowing          | 0    | 4   | 4    | 8         |
| Sailing         | 2    | 1   | 0    | 3         |
| Bắn súng        | 7    | 10  | 8    | 25        |
| Bơi lội         | 2    | 0   | 4    | 6         |
| Bóng bàn        | 3    | 1   | 6    | 10        |
| Taekwondo       | 7    | 0   | 0    | 7         |
| Quần vợt        | 4    | 4   | 2    | 10        |
| Bóng chuyền     | 0    | 1   | 1    | 2         |
| Bóng nước       | 0    | 1   | 0    | 1         |
| Cử tạ           | 3    | 1   | 2    | 6         |
| Đấu vật         | 9    | 2   | 5    | 16        |
| Tổng cộng       | 93   | 55  | 76   | 224       |